# Division I (Schach) 1962
Die Division I 1962 war die 13. schwedische Mannschaftsmeisterschaft im Schach (Allsvenskan) und gleichzeitig deren zehnte Austragung in einem Ligabetrieb mit Auf- und Abstieg.

## Datum und Ort
Die Wettkämpfe wurden am 3. und 4. November in Örebro ausgetragen.

## Turnierverlauf
Durch den Abstieg der Schacksällskapet Manhem sowie des Malmö Allmänna SK und den gleichzeitigen Aufstieg der Auswahlmannschaften von Mälardalen und Östergötland waren in diesem Jahr nur Distriktauswahlen in der Division I vertreten. Die Auswahlmannschaften von Stockholm und Mälardalen lieferten sich ein Kopf-an-Kopf-Rennen um den ersten Platz, das der Titelverteidiger aus Stockholm mit einem Brettpunkt Vorsprung für sich entschied. Chancenlos absteigen mussten die Auswahlmannschaften von Dalarna und Östergötland.

### Abschlusstabelle
| Pl. | Verein               | Sp | G | U | V | MP  | Brett-P.  |
| --- | -------------------- | -- | - | - | - | --- | --------- |
| 01. | Stockholms SF (M)    | 3  | 2 | 1 | 0 | 5:1 | 19,0:11,0 |
| 02. | Mälardalens SF (N)   | 3  | 2 | 1 | 0 | 5:1 | 18,0:12,0 |
| 03. | Dalarnas SF          | 3  | 1 | 0 | 2 | 2:4 | 13,0:17,0 |
| 04. | Östergötlands SF (N) | 3  | 0 | 0 | 3 | 0:6 | 10,0:20,0 |

### Entscheidungen
|     | Schwedischer Mannschaftsmeister: Stockholms SF              |
|     | Absteiger in die Division II: Dalarnas SF, Östergötlands SF |
| (M) | Meister der letzten Saison                                  |
| (N) | Aufsteiger der letzten Saison                               |

### Kreuztabelle
| Ergebnisse | Ergebnisse       | 01. | 02. | 03. | 04. |
| ---------- | ---------------- | --- | --- | --- | --- |
| 01.        | Stockholms SF    |     | 5   | 7   | 7   |
| 02.        | Mälardalens SF   | 5   |     | 5½  | 7½  |
| 03.        | Dalarnas SF      | 3   | 4½  |     | 6½  |
| 04.        | Östergötlands SF | 3   | 2½  | 3½  |     |

## Die Meistermannschaft
| 1.            | Stockholms SF |
| Schachfiguren | Gideon Ståhlberg, Åke Olsson, Berndt Söderborg, Arne Burehäll, Bengt Andersson, Leho Laurine, Allert Kerje, Allan Werle, Sven Hagberg, Lars Abramsson. |